# Toxicodryas
Toxicodryas – rodzaj węży z podrodziny Colubrinae w rodzinie połozowatych (Colubridae).

## Zasięg występowania
Rodzaj obejmuje gatunki występujące w Senegalu, Gambii, Gwinei, Sierra Leone, Liberii, Wybrzeżu Kości Słoniowej, Ghanie, Togo, Beninie, Gwinei Bissau, Nigerii, Kamerunie, Gwinei Równikowej, Gabonie, Kongu, Demokratycznej Republice Konga, Republice Środkowoafrykańskiej, Ugandzie, Sudanie Południowym, Kenii, Angoli i Zambii, według niektórych źródeł także w Tanzanii.

## Systematyka

### Etymologia
Toxicodryas: gr. τοξικος toxicos „trucizna do zatruwania strzał”, od τοξον toxon „łuk”; δρυας druas, δρυαδος druados „driady, nimfy leśne”, od δρυς drus, δρυος druos „drzewo, zwłaszcza dąb”.

### Podział systematyczny
Do rodzaju należą następujące gatunki:
- Toxicodryas adamantea Greenbaum, Allen, Vaughan, Pauwels, Wallach, Kusamba, Muninga, Aristote, Mali, Badjedjea, Penner, Rödel, Rivera, Sterkhova, Johnson, Tapondjou & Brown, 2021
- Toxicodryas blandingii (Hallowell, 1844)
- Toxicodryas pulverulenta (Fischer, 1856)
- Toxicodryas vexator Greenbaum, Allen, Vaughan, Pauwels, Wallach, Kusamba, Muninga, Aristote, Mali, Badjedjea, Penner, Rödel, Rivera, Sterkhova, Johnson, Tapondjou & Brown, 2021